# 세키노 다다시

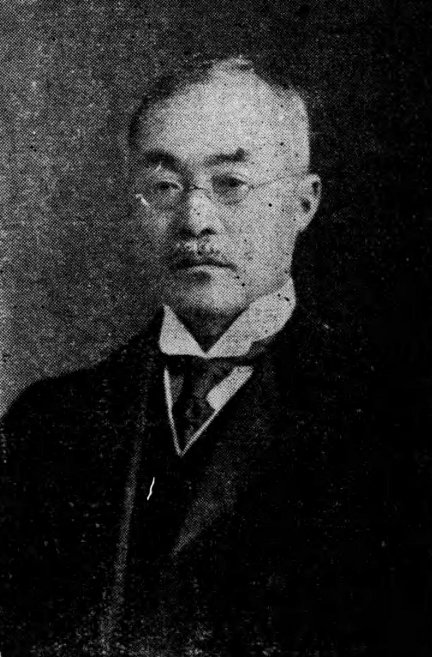
세키노 다다시

세키노 다다시(일본어: 関野貞, 1868년 ~ 1935년)는 일본의 건축사가로 도쿄제국대학 교수이다. 문화재 보존을 위해 노력한 것으로 알려져 있다.

## 약력

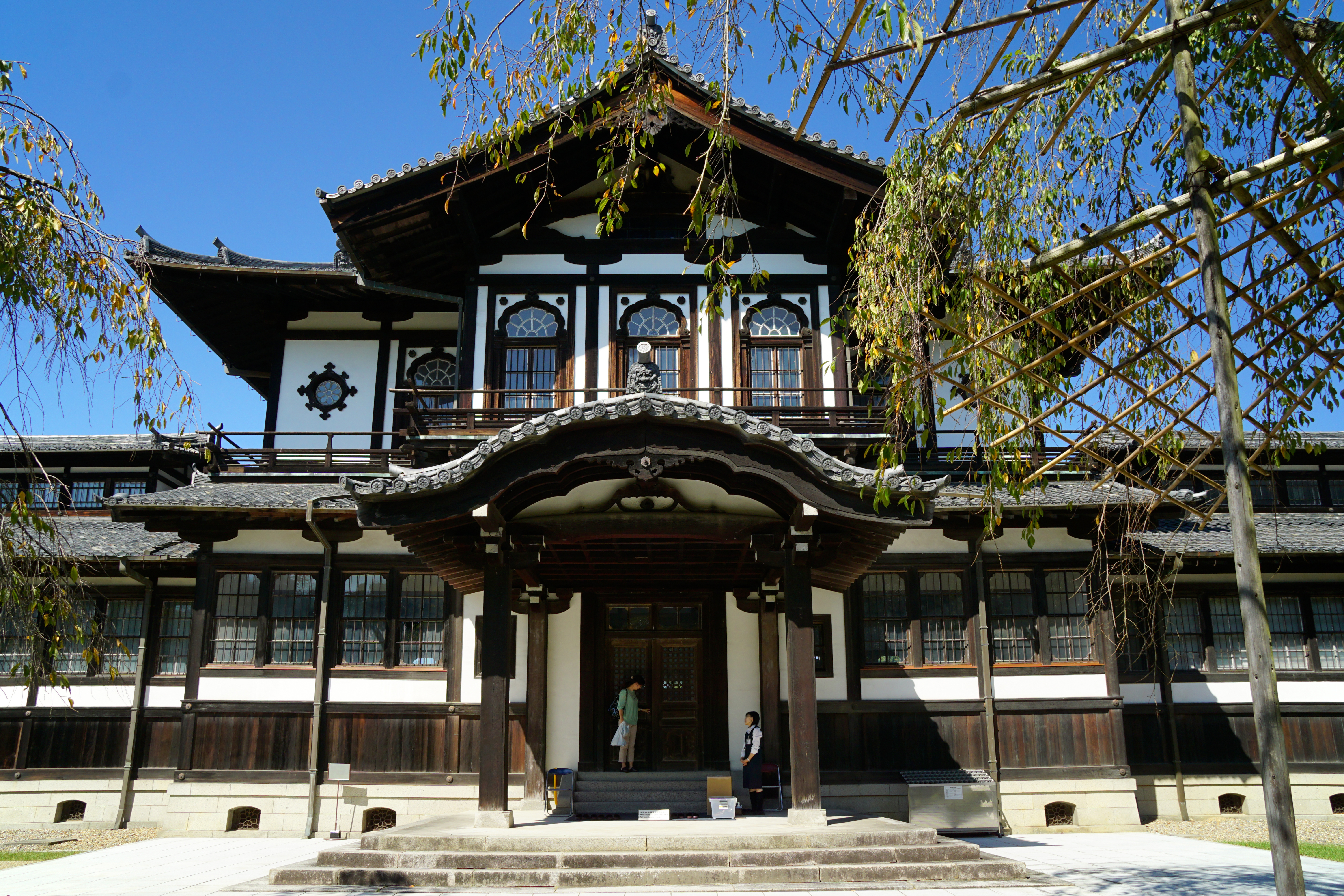
나라 국립박물관 불교미술자료연구센터

에치고국 나카쿠비키군(中頸城郡) 다카다정(지금의 니가타현 조에쓰시)에서 다카다번사 세키노 준세쓰(関野峻節)와 야에(ヤエ) 사이의 차남으로 태어났다. 구 제일고(일본어: 旧制一高)를 거쳐서 1895년 도쿄제국대학 공부대학 조가학과(건축학과)를 졸업하였다. 졸업논문은 뵤도인(平等院)의 연구였다. 다쓰노 긴고(일본어: 辰野 金吾)의 지휘하에 일본은행의 공사에 참가하였다. 1896년 고사사보존법(일본어: 古社寺保存法)이 입안되자 이토 츄타(일본어: 伊東 忠太)의 권유로 내무성 기사, 나라현(奈良県) 기사가 되어서 나라의 고건축을 조사하여 건축 연대를 판정하였다. 1889년 헤이조 궁(平城宮) 유지를 발견하였다.
1901년 도쿄제국대학 조교수, 1910년 교수가 되었다. 이때 헤이조 궁의 연구를 진행시켜 후에 공학박사 학위를 수여 받는다. 1922년 헤이조 궁은 나라의 사적으로 지정되었다. 1910년 조선총독부의 위촉으로 한반도와 중국의 고건축 조사를 실시하였다. 《조선고적도보》로 프랑스 학사원으로부터 상을 받았다. 1906년 청나라에 파견되어 중국 건축의 연구를 시작하였다. 1929년 동방문화학원(일본어: 東方文化学院) 도쿄 연구소에서 《중국 역대 제왕릉의 연구》(일본어: 支那歴代帝王陵の研究)와 《요금시대의 건축과 불상》(일본어: 遼金時代の建築とその仏像) 등을 연구하였다.

## 저서
- 《중국문화사적》(일본어: 支那文化史蹟)
- 《중국 산동성에 있어서 한대 분묘의 표식》(일본어: 支那山東省に於ける漢代墳墓の表飾), 1916년
- 《조선고적도보》(일본어: 朝鮮古蹟図譜) 15권, 1916년 ~ 1935년
- 《한국건축조사보고》(일본어: 韓国建築調査報告)
- 《열하》(熱河) 4권, 1934년

## 일화
- 건축양식사를 중시하는 입장에서 호류지 비재건론을 주창하며 논쟁을 벌였다.
- 실제 설계한 건축 작품은 적지만 1902년 준공한 나라 공원(奈良公園)의 구 나라 현 물산진열소(일본어: 旧奈良県物産陳列所, 현재 나라 국립박물관 불교미술자료연구센터)가 일본 중요문화재로 지정되었다.
- 아들 세키노 마사루(일본어: 関野 克, 1909년 2월 14일 ~ 2001년 1월 25일)도 건축사가이다.